# Parsombaan
Parsombaan is een bestuurslaag in het regentschap Padang Lawas van de provincie Noord-Sumatra, Indonesië. Parsombaan telt 463 inwoners (volkstelling 2010).